# Cripta Romana
La Cripta Romana es un túnel romano excavado en el tufo volcánico de la acrópolis de Cumas.
El túnel atraviesa por debajo la acrópolis de Cumas en dirección este-oeste, trazando una curva por debajo del Templo de Apolo, para poder comunicar la zona del foro de la ciudad con el mar Tirreno. Fue construida por orden de Marcus Vipsanius Agrippa para mejorar el puerto militar de Portus Iulius durante la guerra civil entre Augusto y Marco Antonio. El proyecto fue diseñado por Lucio Coceyo Aucto en 37 a. C., dentro del proyecto general de construcción del mencionado Portus Iulius junto con la comunicación del puerto de Cumas a través de la Gruta de Cocceio. 
Cuando en 12 a. C. la flota del Tirreno fue trasladada de Portus Iulius al nuevo puerto de Miseno, este túnel perdió su fin estratégico, por lo que fue abandonado, y, así, en los siglos III y IV, fue utilizado como cementerio Paleocristiano.
El general bizantino Narsés en el siglo VI redescubrió este túnel durante su asedio a Cumas, pero al reexcavarlo y abrir nuevas aberturas para asaltar la acrópolis de la ciudad, dañó gravemente su estructura y provocó que buena parte de la obra se hundiese, condenando esta obra de ingeniería al olvido.
Entre 1925 y 1931 fue excavada por el arqueólogo Amadeo Maiuri, quien consiguió devolverlo a la luz.